# Bohóc márna
A bohóc márna (Barbodes dunckeri) a sugarasúszójú halak (Actinopterygii) osztályának pontyalakúak (Cypriniformes) rendjébe, ezen belül a pontyfélék (Cyprinidae) családjába tartozó faj.

## Előfordulása
Délkelet-Ázsia, Szingapúr és a Maláj félsziget kisebb erdei patakjai.

## Megjelenése
Testhosszúsa 10-12 centiméter. Testének felső része sötét narancssárga színű, oldala vöröses színezetű, míg a hasi rész sárgás. Testét 4 sötét színű, szabálytalan függőleges csík díszíti. Az úszók vöröses színűek. Valamint a szem elülső része gyakran vöröses színű. A nőstények sokkal erőteljesebbek, különösen a párzási időszakban, míg a hímek karcsúbbak és a színezetük is élénkebb. Életkora kb: 5-8 év

## Életmódja
Békés csapathal, más hasonló igényű halakkal jól tartható közös akváriumban. A kisebb halakat megcsipkedhetik vagy megehetik. Mindenevő, élő és fagyasztott eleségekkel, száraz tápokkal és növényi eredetű eleségekkel adjunk neki. Minimum 150 literes akváriumot igényel. 220 literre 5-6 halat telepítsünk. Az akvárium oldalaihoz és a háttérbe tegyünk növényeket, de hagyjunk elég helyet az úszáshoz is. A puhább levelű növényeket megcsipkedik. Nagyon érzékeny a szennyezett vízre, ezért hetente az akvárium vizének 1/5-ét cseréljük le.

## Szaporodása
Mint sok más kistestű pontyféle, az ikrákat a növények közé rakja le és a szülők azután nem törődnek az ikrákkal. Szaporításhoz a víz hőmérséklete legyen 26-28 °C, a vízkeménység 6-12 NK°, vagy enyhén savas. Nagyobb akváriumot használjunk tenyésztéshez, de a vízszint legyen alacsony (10–15 cm). Szaporítás előtt tegyük a nemeket 2-3 hétig külön akváriumba, és etessük őket fehér szúnyoglárvával és apróra vágott salátalevéllel. Az akváriumukat helyezzük el úgy hogy a reggeli napfény rávilágítson. Aljzatnak használjunk nagyobb kavicsokat és béleljük ki az akváriumot finom szálú vízinövényekkel. Gyakori hiba, hogy túl fiatal hímet választunk ki a szaporodáshoz, ugyanis a hímek csak  1-5 éves korukra érik el az ivarérettségüket, míg a nőstények már 1 éves korukban készen állnak a szaporodásra. Ha az ikrázás sikeres, akkor rengeteg ikrát leraknak. (kb: 500-2000 db-ot) láthatunk a talajra süllyedni. Ezután a szülőket azonnal el kell távolítani, mert felfalják az ikrákat. Az ikrák 50 óra múlva kelnek ki, és egy hét múlva már egy csapat kishal keresgél eleség után az aljzat közelében.